# Zone 8 des transports en commun d'Île-de-France

Carte du RER d'Île-de-France indiquant la division de la région en zones tarifaires avant juillet 2007. La zone 8 est la portion de disque blanc la plus à l'extérieur, au sud-est de l'Île-de-France.

La zone 8 était la huitième zone, et la plus externe, dans le système tarifaire zonal concentrique utilisé par les transports en commun d'Île-de-France jusqu'en juillet 2007.

## Historique
La zone 8 a vu le jour en 1991 lors de la généralisation de la carte Orange à l'ensemble de la région.
Cette zone concernait des gares situées à l'extrême sud-est de la Seine-et-Marne. Elle a été intégrée à la zone 6 (en même temps que la zone 7) le 1er juillet 2007, à son tour intégrée dans la zone 5 le 1er juillet 2011.

## Gares
La zone 8 comprenait 10 gares ou haltes, certaines étaient desservies par plusieurs lignes.

### Transilien P
- Champbenoist - Poigny
- La Ferté-Gaucher
- Longueville
- Provins
- Sainte-Colombe-Septveilles

### Transilien R
- Bagneaux-sur-Loing
- La Grande-Paroisse
- Montereau
- Nemours - Saint-Pierre
- Souppes - Château-Landon